# West Burke
West Burke ist ein Village in der Town Burke im Caledonia County des Bundesstaates Vermont in den Vereinigten Staaten mit 281 Einwohnern (laut Volkszählung des Jahres 2020). Das Village West Burke liegt im Nordwesten der Town Burke. Westlich grenzt die Town Sutton an ein Zufluss des Passumpsic Rivers fließt durch das Village.

## Geschichte
Zur Besiedlung ausgerufen wurde Burke im Jahr 1780, doch erst 1792 startete die Besiedlung. Neben den unincorporated Villages Burke Hollow und East Burke wurde West Burke zum incorporated Village erklärt. In West Burke befindet sich der Sitz der Verwaltung der Town im ehemaligen Old School House. Von West Burke gelangt man zum Crystal Lake und zum Lake Willoughby und ist ein beliebter Halt auf der Schneemobil-Route.

### Einwohnerentwicklung
| Jahr      | 1900 | 1910 | 1920 | 1930 | 1940 | 1950 | 1960 | 1970 | 1980 | 1990 |
| --------- | ---- | ---- | ---- | ---- | ---- | ---- | ---- | ---- | ---- | ---- |
| Einwohner |      | 325  |      | 359  | 316  | 414  | 369  | 358  | 338  | 353  |
| Jahr      | 2000 | 2010 | 2020 | 2030 | 2040 | 2050 | 2060 | 2070 | 2080 | 2090 |
| Einwohner | 364  | 343  | 281  |      |      |      |      |      |      |      |

Volkszählungsergebnisse West Burke, Vermont

## Persönlichkeiten

### Persönlichkeiten, die vor Ort gewirkt haben
- Wassily Leontief (1905–1999), Mathematiker, verbrachte über Jahre seinen Sommer in West Burke